# Hohstock
Hohstock är en bergstopp i Schweiz.   Den ligger i distriktet Brig och kantonen Valais, i den centrala delen av landet, 70 km sydost om huvudstaden Bern. Toppen på Hohstock är 3 226 meter över havet, eller 70 meter över den omgivande terrängen. Bredden vid basen är 0,11 km.
Terrängen runt Hohstock är huvudsakligen mycket bergig. Närmaste större samhälle är Naters, 9,2 km söder om Hohstock. 
Trakten runt Hohstock består i huvudsak av gräsmarker. Runt Hohstock är det ganska glesbefolkat, med 29 invånare per kvadratkilometer.